# Centrale nucleare di Angra
La centrale nucleare di Angra, chiamata anche centrale nucleare Almirante Álvaro Alberto, è l'unica centrale nucleare brasiliana, situata a Angra dos Reis, nello stato di Rio de Janeiro. È composta da 2 reattori PWR da 1884 MW complessivi ed uno in costruzione da 1245 MW di concezione similare al secondo.

## Espansione dell'impianto
È programmata la costruzione di un terzo reattore nell'impianto, questo dovrebbe quindi avere il nome di Angra 3 ed essere uguale al secondo reattore, cioè un PWR da 1245 MW. L'inizio dei lavori è iniziato il 1º giugno 2010 ed il completamento è previsto nel 2015-16.